# Карнаух Ганна Олегівна
Ганна Олегівна Карнаух (нар. 31 серпня 1993 року) — російська ватерполістка, воротар «КИНЕФ-Сургутнефтегаз» (Кіріши) і збірної Росії. Заслужений майстер спорту.

## Досягнення
Брала участь в Олімпіаді-2012 в Лондоні, де росіянки стали шостими.

## Нагороди
- Медаль ордена «За заслуги перед Вітчизною» II ступеня (25 серпня 2016 року) — за високі спортивні досягнення на Іграх XXXI Олімпіади 2016 року в місті Ріо-де-Жанейро (Бразилія), проявлену волю до перемоги[3].
- Почесна грамота Президента Російської Федерації (2013) — за високі спортивні досягнення на XXVII Всесвітній літній Уіверсіаді 2013 року в місті Казані.